# 鄂西佛肚苣苔
鄂西佛肚苣苔（学名：Oreocharis speciosa）为苦苣苔科马铃苣苔属下的一个种。其种加词“speciosa”意为“外表美丽的”。